# Lithostege nivearia
Lithostege nivearia là một loài bướm đêm trong họ Geometridae.